# Het licht (single)
Het licht is een single van de Nederlandse band Vals Licht uit 2000. Het stond in hetzelfde jaar als eerst track op het album Dieseljunks.

## Achtergrond
Het licht is geschreven door Tony de Bruijn. Het is een nederpoplied met een grungerandje dat gaat over een positieve instelling, waarbij een lichtstraal op je schijnt. Het is de grootste hit van de band. De bijbehorende videoclip werd opgenomen in de Efteling. De B-kanten van de single is een akoestische versie van Ik riep jou naam en een liveversie van Blik in jouw ogen, beiden eveneens geschreven door Tony de Bruijn.

## Hitnoteringen
Het lied had bescheiden succes in de Nederlandse Hitlijsten. In de Top 40 kwam het tot de 37e plaats en stond het twee weken in de lijst. In de zeven weken dat het in de Mega Top 100 te vinden was, piekte het op de 76e positie.